# Rifugio Elisabetta Soldini Montanaro
Het Rifugio Elisabetta Soldini Montanaro (Frans: Refuge Elisabetta Soldini Montanaro; kortweg meestal Rifugio Elisabetta of Refuge Élisabeth genoemd) is een voor bergwandelaars bereikbare berghut van de Italiaanse alpinistenvereniging CAI. De hut is gelegen in de gemeente Courmayeur, op 2195 meter hoogte, aan het einde van het Val Veny, tussen het bergmassief van de Mont Blanc en de Grajische Alpen in.
De hut ligt ongeveer twee uur lopen van de laatste parkeerplaats in het Val Veny. Vanaf de hut is het nog een uur lopen naar de Col de la Seigne, de bergpas die de grens met Frankrijk vormt. De hut wordt gebruikt als uitgangspunt voor het beklimmen van toppen in het Mont Blancmassief, zoals de Aiguille des Glaciers (3817 m), de Aiguille de Lex Blanche (3686 m) of de Pyramides Calcaires (2.726 m). De hut ligt ook op de route van de langeafstandswandelpaden Tour du Mont Blanc en de Hoge Route nr. 2 van het Aostadal.
De Elisabetta berghut werd gebouwd in 1953 en flink uitgebreid bij een verbouwing in 1983. De hut is genoemd naar de bergwandelaarster Elisabetta Soldini Montanaro, die bij een ongeluk in de bergen om het leven kwam.